# St. Hubertus (Heddinghausen)
Die katholische Pfarrkirche St. Hubertus ist ein denkmalgeschütztes Kirchengebäude in Heddinghausen, einem Dorf und zugleich Stadtteil von Marsberg im Hochsauerlandkreis, Nordrhein-Westfalen.

## Geschichte und Architektur
Die Gemeinde ist eine Gründung von Obermarsberg. Die Kirche ist erstmals 1250 als Pfarrkirche erwähnt. Das Gebäude von 1847 ist eine rechteckige Saalkirche mit eingezogenem 5/8-Chor. Ein ehemals rundbogiger Eingang in der Nordwand wurde zugemauert. Die Längswände sind durch jeweils vier Rundbogenfenster gegliedert. Der Westturm ist vom Vorgängerbau von 1250 erhalten, er ist romanisch und trägt eine barocke Haube. Die Pfarrkirche ist die Patronatskirche und Grablege der Familie von Canstein.

## Ausstattung
- Randebrock-Orgel, die 1998 für 340.000 DM von Grund auf restauriert wurde. Aufgrund mangelnder Wartung ist das Instrument seit 2002 nur noch bedingt spielbar.[1]
- Hochaltar vom Anfang des 18. Jahrhunderts
- Seitenaltäre aus der Erbauungszeit
- Hubertusrelief vom 16. Jahrhundert
- Doppelmadonna vom Ende des 17. Jahrhunderts
- Epitaph des Mordian von Canstein, gest. 1581[2]